# American Memory
American Memory ist ein Internetarchiv für Bilder, Musik, Videos und Webcontent die gemeinfrei sind.
Es wird von der Library of Congress betrieben und ging dank einer Spendensumme von 13 Millionen Dollar am 13. Oktober 1994 online.